# 天竺樂
天竺乐是古代印度的乐舞。是隋朝九部乐和唐朝十部乐的组成部分。隋七部乐、唐九部乐作“天竺伎”。
十六国时，前凉张重华据有凉州时，天竺遣使朝贡，天竺乐经过翻译从印度传到河西，是最早传入中国的外国音乐之一。后来又传入方音。隋、唐时入燕乐。歌曲有《沙石疆》，舞曲有《天曲》。樂器有凤首箜篌、琵琶、五弦琵琶、笛、篳篥、铜鼓、毛员鼓、都昙鼓、铜钹、贝，乐工十二人，舞者二人。